# 극동 연방 대학교
극동 연방 대학교(極東聯邦大學校, 러시아어: Дальневосточный федеральный университет, ДВФУ, 영어: Far Eastern Federal University, FEFU, 문화어: 원동련방종합대학)는 러시아 프리모르스키 변경주 블라디보스토크의 종합대학이다. 러시아 극동 지역에서 가장 큰 대학이며, 일본 홋카이도 하코다테시에 분교를 설립했다. 아울러, 2015년 9월부터 동방경제포럼이 이곳에서 매년 개최되고 있다.

## 연혁
- 1899년: 동양학 대학 설립
- 1920년: 국립극동대학교로 개편
- 1939년: 이오시프 스탈린에 의해 폐교
- 1956년: 재개교
- 2010년: 태평양국립경제대학교, 극동국립기술대학교, 우수리스크국립교육대학교와 통합, 극동연방대학교

## 학부
- 체육, 스포츠 학부

## 부속 대학
|  | - 블라디보스토크 국제 관계 대학 - 외국어 대학 - 화학, 응용 생태학 대학 - 환경 대학 - 국제 관광·환대 대학 |  | - 수학, 컴퓨터학 대학 - 지질학 연구 대학 - 동양 대학 - 물리학, 정보기술 대학 - 법과 대학 |  | - 경영·비즈니스 대학 - 러시아어 문학 대학 - 역사, 철학 대학 |

## 국제 교류
극동 연방 대학교에는 미국, 일본, 중화인민공화국, 대한민국, 뉴질랜드, 중화민국, 영국, 프랑스, 오스트레일리아, 타이, 인도, 베트남의 대학들과 64개의 학점 교류 프로그램을 비롯한 80개 이상의 파트너십 프로젝트가 개발되어 있다.
|  | - 중국어 센터 - 외국어로서의 중국어 시험 센터 - 대한민국 교육 센터 - 일본 센터 - 극동 국립대학교의 인도 연구 의장 |  | - 블라디보스토크의 베트남 문화 센터 - 독일의 문화 센터 - 한국의 문화 센터 - 인도의 문화 센터 |